# ناو اگوچی
ناو اگوچی (انگلیسی: Nao Eguchi؛ زادهٔ ۲۲ مارس ۱۹۹۲) بازیکن فوتبال اهل ژاپن است.